# Mikołajek (książka)
Mikołajek (fr. Le Petit Nicolas) – pierwsza książka z serii o Mikołajku. Autorem  książki jest René Goscinny. Ilustracje stworzył Jean-Jacques Sempé. Na język polski została przetłumaczona przez Tolę Markuszewicz i Elżbietę Staniszkis. W Paryżu Mikołajek został wydany w 1960, zaś w Warszawie w 1964 i w 1996.

## Lista opowiadań
| Tytuł oryginalny                  | Polskie tłumaczenie           | Fabuła |
| --------------------------------- | ----------------------------- | --- |
| Un souvenir qu'on va chérir       | Najmilsza pamiątka            | Klasa Mikołajka ma mieć zrobione pamiątkowe zdjęcie.                                                                                         |
| Les Cow-boys                      | Zabawa w kowbojów             | Mikołajek zaprasza do siebie kilku kolegów, by wspólnie bawić się w kowbojów.                                                                |
| Le Bouillon                       | Rosół                         | Klasa Mikołajka ma nowego wychowawcę, pana Dubon. Uczniowie nazywają go "Rosołem".                                                           |
| Le Football                       | Futbol                        | Mikołajek i jego koledzy szykują się do gry w piłkę nożną.                                                                                   |
| On a eu l'inspecteur              | Wizytacja                     | Klasę Mikołajka odwiedza inspektor. |
| Rex                               | Reks                          | W drodze do domu Mikołajek znajduje i przygarnia psa, nadając mu imię "Reks".                                                                |
| Djodjo                            | Dżodżo                        | W klasie Mikołajka pojawia się uczeń z zagranicy. Nowi koledzy nazywają go "Dżodżo".                                                         |
| Le Chouette Bouquet               | Fajny bukiet                  | Mikołajek kupuje swojej mamie bukiet kwiatów z okazji urodzin.                                                                               |
| Les Carnets                       | Dzienniczki                   | Mikołajek musi pokazać rodzicom swój dzienniczek szkolny.                                                                                    |
| Louisette                         | Ludeczka                      | Przyjaciółka mamy Mikołajka odwiedza ją wraz ze swoją córką, Ludeczką.                                                                       |
| On a répété pour le ministre      | Witamy pana ministra          | Uczniowie szkoły Mikołajka zostają zaangażowani w wizytę ministra.                                                                           |
| Je fume                           | Palę cygaro                   | Mikołajek i jego kolega, Alcest, próbują zapalić znalezione przez Alcesta cygaro.                                                            |
| Le Petit Poucet                   | Tomcio Paluch                 | Z okazji odejścia dyrektora szkoły na emeryturę uczniowie (w tym klasa Mikołajka) planują wystawienie sztuki "Tomcio Paluch i Kot w Butach". |
| Le Vélo                           | Rower                         | Rodzice Mikołajka dają mu rower w prezencie za dobre wyniki w nauce.                                                                         |
| Je suis malade                    | Zachorowałem                  | Z powodu przejedzenia Mikołajek choruje i musi zostać w łóżku.                                                                               |
| On a bien rigolé                  | Świetnieśmy się bawili        | Mikołajek i Alcest idą na wagary. |
| Je fréquente Agnan                | Idę z wizytą do Ananiasza     | Za namową swojej mamy Mikołajek idzie z wizytą do klasowego prymusa, Ananiasza.                                                              |
| M. Bordenave n'aime pas le soleil | Pan Bordenave nie lubi słońca | Pan Bordenave, jeden z wychowawców klasy Mikołajka, próbuje opanować dziecięce wybryki w trakcie pauzy.                                      |
| Je quitte la maison               | Uciekam z domu                | Po jednej ze swoich psot Mikołajek, uznając się za niesprawiedliwie potraktowanego przez mamę, planuje uciec z domu.                         |